# Horní Beřkovice
Obec Horní Beřkovice se nachází na Podřipsku v okrese Litoměřice v Ústeckém kraji asi 7 km jihovýchodně od hory Říp a 10 km jihovýchodně od Roudnice nad Labem. Žije v ní 989 obyvatel. V obci je zámek s rozhlehlým parkem a přilehlým areálem, v němž se nachází psychiatrická nemocnice. Obcí též prochází jednokolejná regionální železniční trať Vraňany–Straškov.

## Historie

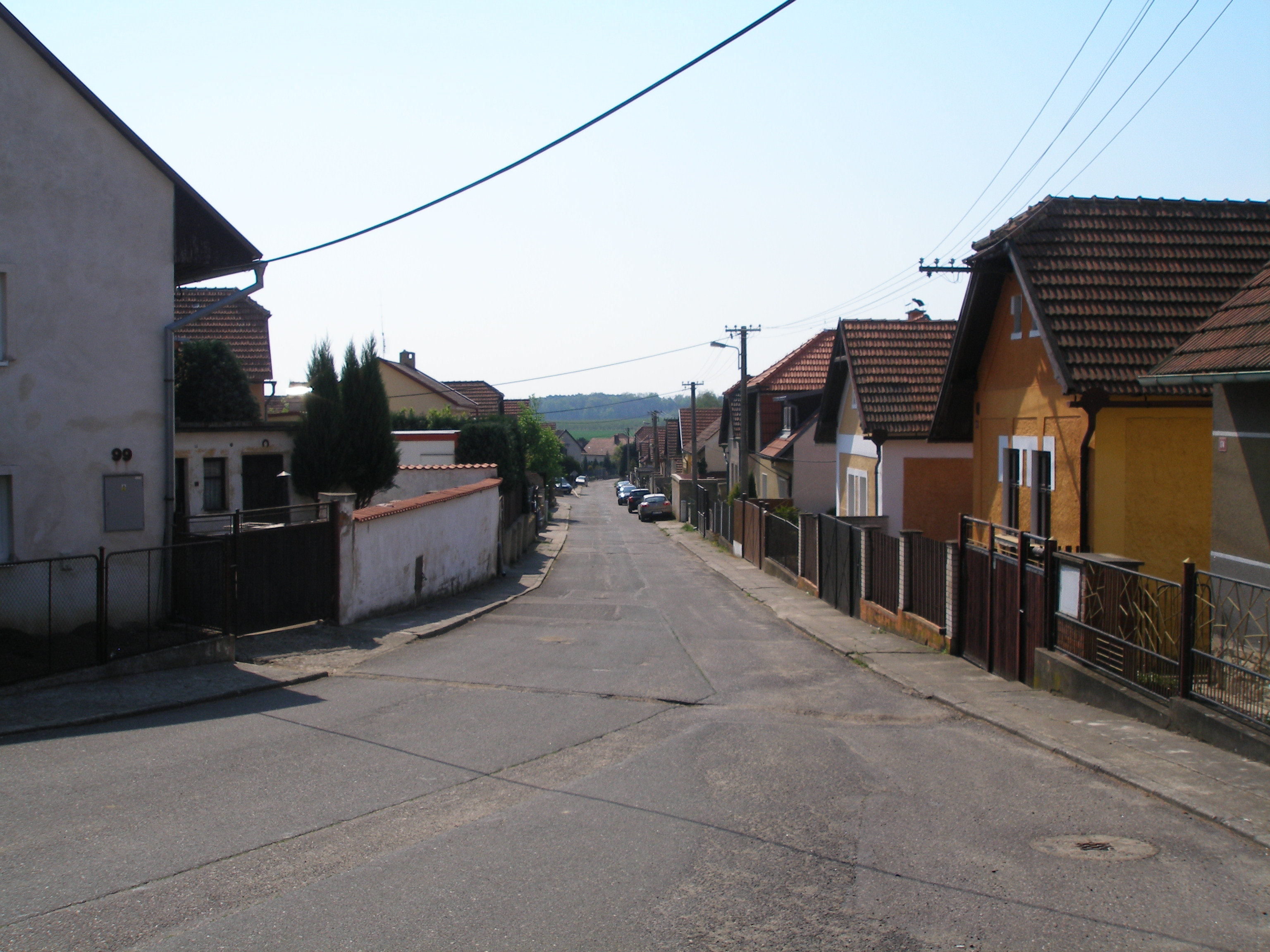
Horní Beřkovice, boční ulice

První písemná zmínka o obci pochází z roku 1344. Obec se zde zmiňuje jako Běškovice a současný název je doložen až k roku 1676. Starý zámek byl obnoven roku 1684 a v letech 1738–1780 postaven nový. Roku 1880 zde žilo 620 obyvatel. Roku 1890 koupil zámek Zemský výbor a zřídil zde psychiatrickou léčebnu.

## Pamětihodnosti
- Zámek Horní Beřkovice ve východní části obce je mohutná dvoupatrová barokní stavba z let 1738–1756, patrová boční křídla z let 1770–1780 tvoří čestný dvůr uzavřený pilířovým plotem, kde je kašna s pískovcovou sochou Hygie z roku 1795. V severním křídle zámku je kaple z roku 1773. Za zámkem je rozsáhlý anglický park s památníkem (epitafem) pětileté hraběnky Antoinetty Hartigové, klasicistní sochy od Františka Xavera Lederera z roku 1795.[5]

## Obyvatelstvo
|           | 1869 | 1880 | 1890 | 1900  | 1910  | 1921  | 1930  | 1950  | 1961  | 1970  | 1980  | 1991  | 2001 | 2011  |
| --------- | ---- | ---- | ---- | ----- | ----- | ----- | ----- | ----- | ----- | ----- | ----- | ----- | ---- | ----- |
| Obyvatelé | 639  | 620  | 649  | 1 221 | 1 509 | 1 497 | 2 094 | 1 559 | 1 583 | 1 302 | 1 036 | 1 013 | 948  | 1 207 |
| Domy      | 93   | 95   | 95   | 121   | 151   | 166   | 233   | 254   | 229   | 237   | 226   | 284   | 278  | 282   |

## Významní rodáci
- Klementina Kalašová (1850–1889), operní pěvkyně